# Réz

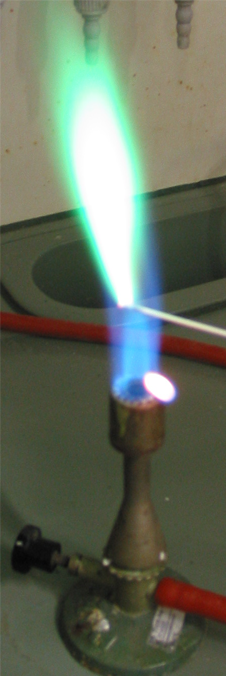
A réz lángfestése

A réz egy kémiai elem. Rendszáma 29, vegyjele Cu. Nevét Ciprusról (cuprum) kapta, nyelvújításkori neve rézany. Vörös színű fém, ha teljesen száraz levegőn marad, nedves levegőn viszont barnászöld színű patina vonja be. Puha, jó áram- és hővezető, jól nyújtható anyag. A természetben főként szulfidjai fordulnak elő, de előfordul oxidos, arzenides, kloridos és karbonátos ércekben, sőt elemi állapotban, termésrézként is. Legfontosabb ásványa a kalkopirit (CuFeS2). Vegyületei mérgezőek, ezért egy időben kötelező volt a belőle készült edények belsejének az ónnal való bevonása. Nyomelemként viszont egyes enzimek működéséhez alapvető fontosságú. A fémek redukálósorában a hidrogén mögött áll, ezért csak oxidáló savakban oldódik. A tűz lángját zöldre festi. Hármaspontja 0,6 Pa nyomáson 1080 °C (1353 K), így 0,6 Pa nyomás alatt gőz állapotú (a mellékelt adatok a folyadék gőzére vonatkoznak). A kritikus hőmérséklet 6550 K (6277 °C) 160 MPa nyomáson
A vas mellett a réznek meghatározó szerepe volt az emberiség kultúrtörténetében. A fémmegmunkálás és ezzel a technológiai fejlődés gyökerei a kőrézkorba nyúlnak vissza. A hétköznapi szóhasználatban az ötvözetlen rézre a vörösréz megnevezést használják, megkülönböztetésül a sárgaréz (messing) nevű fémötvözetétől.

## Fontos ötvözetei
- A réz és a cink (régiesebb nevén horgany) ötvözete a sárgaréz. Jól forgácsolható, szabad levegőn enyhén oxidálódik, elveszíti a fényét. Élelmiszer-gépgyártásban is használható. Színe a réztartalomtól függ, pl. a hamis arany 80%-a réz.
- A réz és az ón ötvözete a bronz. Jól önthető, vegyileg ellenálló. Dísztárgyakat, szobrokat, alkatrészeket készítenek belőle. Szépen patinásodik, a patina barna színárnyalatai függnek a városi levegő kéntartalmától, illetve hosszú évek alatt ez a barna szín majdnem fekete lesz.
- A réz és a nikkel ötvözete az újezüst, kínaezüst vagyis az alpakka. Ezüstszínű, vegyileg ellenálló. Étkezőedények,  és evőeszközök egykori kedvelt alapanyaga. Oxidjának a színe is hasonlít az ezüstéhez, világos-szürkésbarna lesz, valamint a réz savanykás szaga is jobban érződik utána.

## Kémiai tulajdonságai

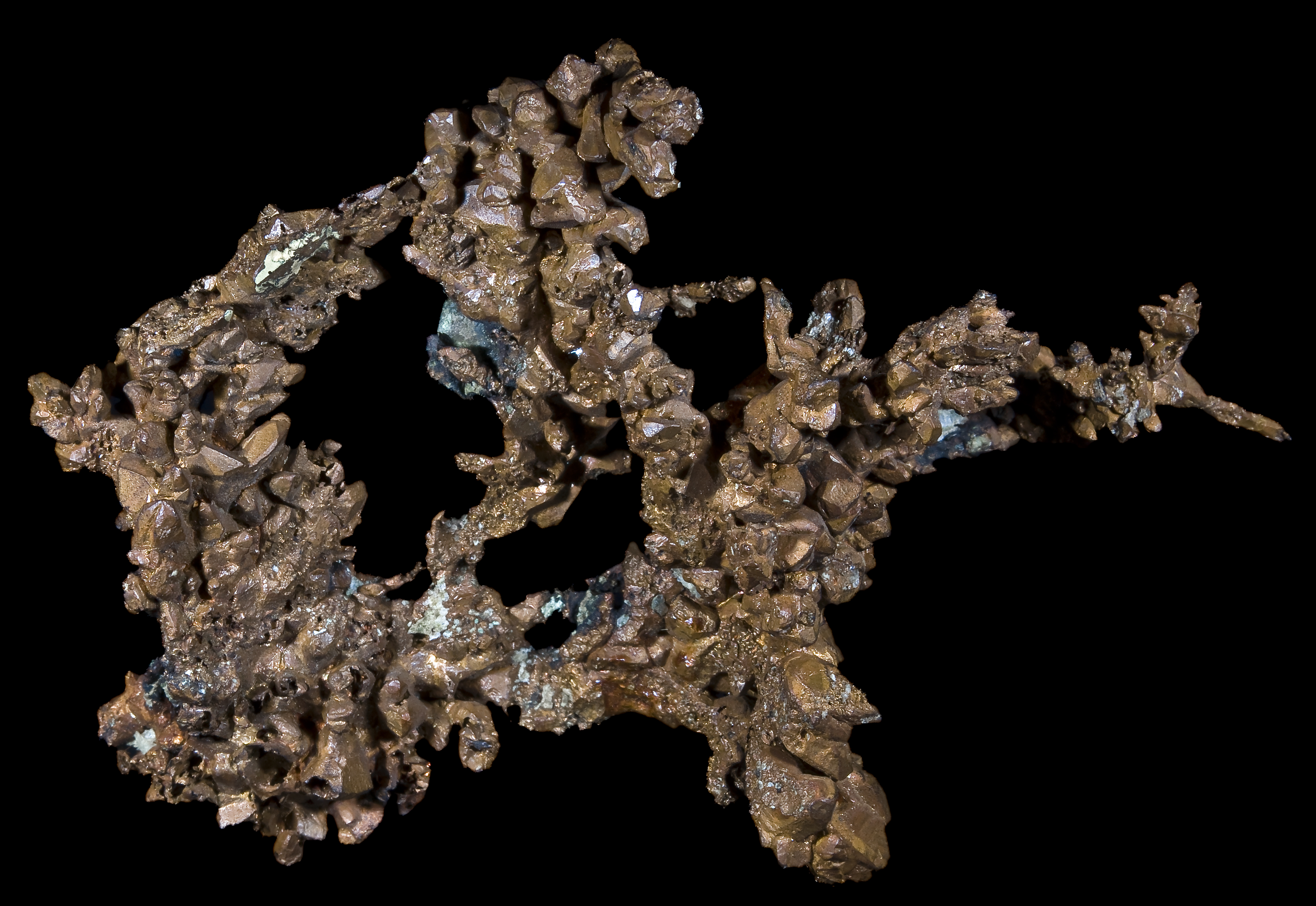
Réz

A réz standardpotenciálja a hidrogénnél pozitívabb, a réz nem oldódik nem oxidáló savakban (például sósavban) és lúgokban sem. Tömény oxidáló savakban (kénsav, salétromsav) oldódik, de ekkor nem hidrogén, hanem kén-dioxid illetve nitrogén-oxidok fejlődnek. Vegyületeiben leggyakrabban +2 vagy +1 oxidációs számú. Levegőn állva a felületén zöldes színű bázisos réz-karbonát réteg, patina alakul ki. Halogénekkel reagál, de fluor hatására a felületén védő CuF2 réteg keletkezik, így fluorgázzal lehet rézből készült eszközökkel dolgozni. Kénnel könnyebben reagál, mint oxigénnel. Ammónia hatására magas hőmérsékleten nitridek képződnek, vízgőzzel nem reagál. Hidrogén-klorid-gáz hatására réz(I)-klorid keletkezik belőle.

### A réz(I) ion reakciói
A réz(I)-só oldatához hidroxidionokat adva (például lúggal reagáltatva), réz(I)-oxid (Cu2O) csapadék válik ki.
{\displaystyle \mathrm {2\ Cu^{+}+2\ OH^{-}\rightarrow Cu_{2}O+H_{2}O} \,\!}
Szintén réz(I)-oxid csapadék keletkezik a Fehling-próba során. Ez a próba redukáló hatású szerves vegyületek (például aldehidek) kimutatására alkalmas.

### A réz(II)ion reakciói
A réz(II) erős savval alkotott sói (nitrát, szulfát stb.) vizes oldatban savasan hidrolizálnak. Oldatából hidroxidionok hatására világoskék réz(II)-hidroxid csapadék válik le, mely felesleg ammónia hatására intenzív kékesibolya színű amminkomplex képződése közben oldódik:
{\textstyle \mathrm {Cu(OH)_{2}+4\ NH_{3}\rightleftharpoons Cu(NH_{3})_{4}^{2+}+2\ OH^{-}} }
Ez a reakció a réz(II)ion kimutatásának jellemző és érzékeny reakciója, mellyel 6 ppm mennyiség már kimutatható.
A jodidionokat oxidálja:
{\displaystyle \mathrm {2\ Cu^{2+}+4\ I^{-}\rightarrow 2\ CuI+I_{2}} }

## Fontos vegyületei
lásd még: A réz vegyületei
Fontosabb ércei, ércásványai: azurit, bornit, covellin, dioptáz, kuprit, malachit, enargit, luzonit, kalkofillit, kalkopirit, kalkozin, krizokolla, termésréz, türkiz.
| Egyiptomi kék          | CaCuSi4O10      |
| Klorofillin            | C34H31CuN4Na3O6 |
| Réz(I)-bromid          | CuBr            |
| Réz(I)-jodid           | CuI             |
| Réz(I)-klorid          | CuCl            |
| Réz(I)-oxid            | Cu2O            |
| Réz(II)-bromid         | CuBr2           |
| Réz(II)-hidroxid       | Cu(OH)2         |
| Réz(II)-karbonát       | CuCO3           |
| Réz(II)-klorid         | CuCl2           |
| Réz(II)-oxid           | CuO             |
| Réz(II)-szulfid        | CuS             |
| Réz-szulfát (rézgálic) | CuSO4           |

A rézgálicot oltott mésszel keverve készül a bordói lé, amit permetezőszerként használnak.
A patina réz(II)-hidroxid és réz(II)-karbonát keveréke.

## Előállítása
lásd: Színesfém-kohászat
Kalkopiritből flotálással dúsítják, majd parciális oxidálással rezes kénkövet állítanak elő. Ebből reakciós, illetve redukciós eljárással állítják elő a fémrezet. Finomítása elektrolízissel történik.

## Bányászata
Chile, az Amerikai Egyesült Államok és Indonézia jelenleg a világ három legnagyobb rézérc-kitermelője.

## Újrahasznosítása
Az alumíniumhoz hasonlóan a réz is minőségromlás nélkül újrahasznosítható, mind a nyersanyagból, mind a gyártott termékekből. Mennyiségét tekintve a réz a harmadik legtöbbször újrahasznosított fém a vas és az alumínium után. A valaha bányászott réz becsült 80%-a ma is használatban van. A Nemzetközi Erőforrás Panel Metal Stocks in Society (Fémkészletek a társadalomban) című jelentése szerint a társadalomban használt réz egy főre jutó globális készlete 35–55 kg. Ennek nagy része inkább a fejlettebb országokban található (140–300 kg/fő), mint a kevésbé fejlett országokban (30–40 kg/fő).
A réz újrahasznosítása nagyjából ugyanolyan folyamat, mint a réz kitermelése, de kevesebb lépést igényel. A nagy tisztaságú rézhulladékot kemencében megolvasztják, majd redukálják és tuskókká vagy ingotokká öntik; a kisebb tisztaságú rézhulladékot kénsavfürdőben történő galvanizálással finomítják.

## Előfordulása a talajban
A litoszférában átlagosan 50 mg/kg réz található. A talajvíz 0,01–2,8 mg/dm³ rezet tartalmaz. A felszíni talajok réztartalma 2–250 mg/kg tartományban változik, az átlagos érték 20 mg/kg, a mezőgazdasági talajokban általában 1–50 mg/kg található. A növények számára hozzáférhető, mozgékony formában a réznek csak kis hányada található.
A réz legnagyobb része szerves vagy szervetlen adszorpciós felületekhez kötve, két-értékű formában található a talajban. A réz előfordulhat még a szilikátok kristályrácsában és különböző, nehezen oldható rézvegyületekben, mint pl. réz-foszfát, réz-karbonát, réz-szulfid. A réz-szulfidot a többi fémszulfidhoz hasonlóan a talajban élő kénbaktériumok oxidálhatják, miközben réz-hidroxid keletkezik.
A réz a talaj szerves és szervetlen alkotórészeivel egyaránt kölcsönhatásba lép, és a felső rétegekben akkumulálódik (nem mosódik ki). A talajok szerves anyagának a fulvosav része oldékony komplexet, míg a huminsav része oldhatatlan komplexet képezve gátolja a mikroelemeknek a felvehetőségét, ezzel csökkentve a közvetlenül felvehető rézmennyiséget.
A réznek komplexképző képessége és nagyobb adszorpciós energiája miatt kis hányada van mozgékony formában. Az adszorpciós komplexumon kötött réztartalom nagyon erősen kötődik a felülethez, más kationok csak nehezen szoríthatják ki, erre elsősorban a hidrogénion (H+) képes. Többek között ezzel magyarázható, hogy savanyú közegben az oldható réztartalom növekszik. A réz mobilitása a talaj kémhatásának emelkedésével csökken, a talajok meszezése tehát csökkenti a növények rézfelvételét. Hasonló hatása van a talajokba juttatott szerves anyagoknak és foszfát műtrágyáknak is, valamint az is ismert, hogy a réz határozottan gátolja a cink felvételét, és ez fordítva is bizonyított.

## Élettani szerepe

### Szerepe a növények életében
A réz fontos szerepet játszik a plasztocianin nevű kloroplasztfehérjében, továbbá fontos a fotoszintetikus folyamatok elektrontranszportjában is. Részt vesz a fehérjék és szénhidrátok metabolitikus folyamataiban. Komponensként szerepel a citokróm-oxidáz, aszkorbinsav-oxidáz, valamint a polifenol-oxidáz enzimekben. Szerepet tulajdonítanak neki a zsírsavak dehidrogénezési folyamataiban is.

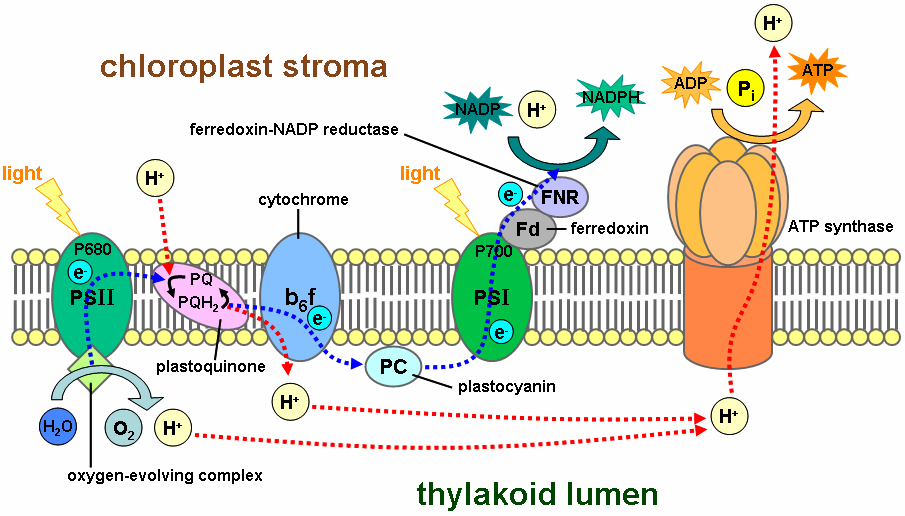
A fotoszintézis fényhez kapcsolódó folyamata a tilakoid membránon

Fontosabb réztartalmú enzimek (a réztartalmú enzimek – kivétel nélkül – az oxido-reduktázok csoportjába tartoznak): amino-oxidáz, galaktóz-oxidáz, nitrit-reduktáz, citokróm-C-oxidáz, aszkorbinsav-oxidáz, polifenol-oxidáz, szuperoxid-diszmutáz.
A növények átlagos réztartalma 3–7 mg/kg közé esik. A toxikussági határ 20 mg/kg értéknél kezdődik. A rézfeleslegre érzékenyebb növények a bab- és borsófélék, a burgonya, a rizs, a rezet viszont jól tűri a lucerna, a hagymafélék és a búza.
A réz a talajokban ritkán fordul elő Cu2+ formájában, gyakran a huminsavval és fulvósavakkal alkotott komplexekben található.
Vannak természettől fogva rézszegény talajok (pl. savanyú homok), illetve a talaj magas humusztartalma (pl. a láptalajok esetében) is erősen megköti a rézionokat. Nagy adagú foszfor-, nitrogén- és káliumtrágyázás is relatív rézhiányt eredményez. Szárazabb években a növények a korai fejlődési szakaszokban érzékenyek a rézhiányra.
A rézhiányt gyakran nehéz azonosítani, mivel a tünetek nem olyan határozottak, mint más elemek esetében. A növekedés- vagy terméscsökkenést nehezen vagy egyáltalán nem lehet felismerni. Tipikus tünetek a fonnyadás, a besodródás, a fiatalabb levelek elhalása. Általánosan elmondható, hogy a rézhiány először a fiatal, aktív anyagcseréjű leveleken és szerveken jelentkezik.
A réz-hiányra a gabonafélék a legérzékenyebbek. A fiatal, aktívan növekvő levelek fonnyadnak, kifehérednek, száradnak és csavarodnak. A kalász illetve buga üres és nehezen jön ki a hüvelyből. A kalász alatt a szár lehajlik. Normális sárgulási (érési) folyamat helyett barnulás következik be. Általános szóhasználatban "fehérkalászúság”, „csúcsfehéredés”, „csúcsszáradás” a tünet neve. Kukoricán, a legfiatalabb leveleken mutatkozik hasonló elváltozás. Fűféléken a gabonához hasonló tünetek alakulnak ki, és az értékes füvek helyét az értéktelenek foglalják el.

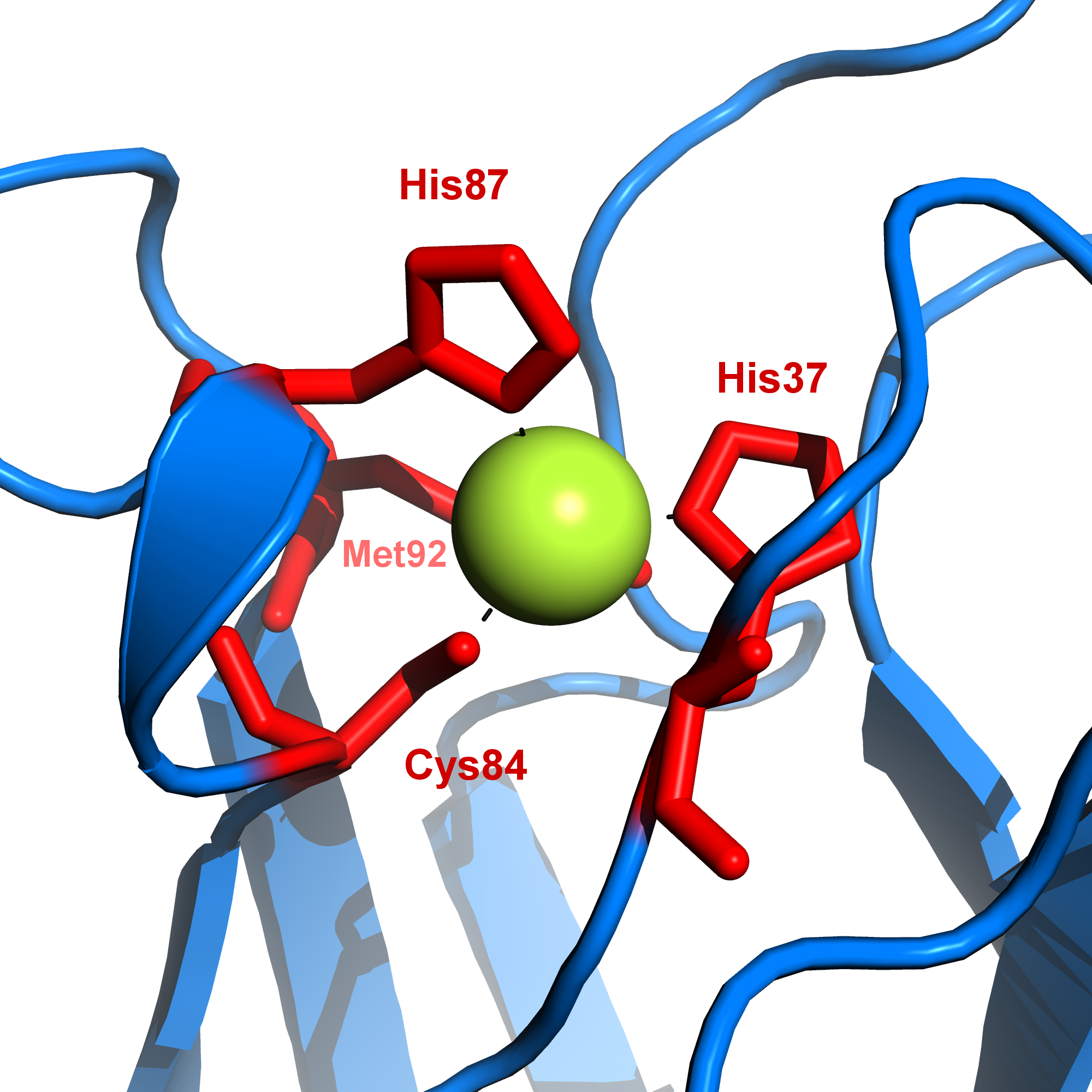
Plasztocianin, egy réztartalmú redox-aktív fehérje

A réztöbblet is kedvezőtlenül hat a növények növekedésére. Ismeretes a csonthéjas gyümölcsfák rézérzékenysége, amelyben a réz mellett az alacsony pH-érték is szerepet játszik. A toxikus réz az idősebb levelek csúcsán vagy szélein vörösbarna nekrózisokkal jelentkezik, melyek a levéllemez belseje felé terjednek. Súlyos esetben a növények elhalnak.
Szőlőültetvényben a gyakori rezes permetezés növeli a talaj termőrétegének réztartalmát. Hasonló a helyzet rézbányák és galvanizáló üzemek közelében. Ezeken a helyeken tömegesen fordul elő a „rézjelző” hólyagos habszegfű (Silene cucubalus) gyomnövény, ami kifejezetten rézkedvelő növény. A talaj magas réztartalma nagy adagú humusz, foszfát- és mésztrágyázással megszüntethető, de legalábbis csökkenthető. A réztöbblet hatása az ion-antagonizmus következtében vashiány-tüneteket eredményez. Különösen érzékeny a réztöbbletre a mák, a paraj, a szamóca, a kardvirág és a hortenzia. Hatására ezeknél a növényeknél látványosan csökken a terméshozam, illetve a díszítő érték.
Az élő szervezetben a réz többnyire fehérjékhez kötött formában (rézproteinekben) fordul elő. A biológiai szempontból aktív rézproteineket három fő típusba lehet sorolni: 
- I. típusú vagy “kék”-rézproteinek: egyetlen rezet tartalmaznak egy erősen torzult, [2•N(imidazol), S(tiol), S(tioéter)] – donoratomok által meghatározott koordinációs környezetben. Ezek a metalloenzimek főleg redoxireakciókat katalizálnak (pl. a növényekben előforduló lakkáz és aszkorbinsav-oxidáz, valamint az emlősökben megtalálható ceruloplazmin).
- II. típusú rézproteinek: szabályos monomer réz(II)komplexekre jellemző torzult oktaéderes koordináció valósul meg, erős ekvatoriális és igen gyenge axiális kölcsönhatásokkal (pl. szuperoxid-diszmutázok).
- III. típusú rézproteinek: két réz(I)iont tartalmaznak, mindkét réz hisztidil-oldalláncokon keresztül kapcsolódik a fehérjéhez. Ezen enzimek az oxigénmolekula transzportjában és aktiválásában vesznek részt (ilyen pl. a puhatestűekben előforduló hemocianin).

Újabban egy IV. típust is javasolnak, ami egy három réz(II)ionból álló egységet jelöl. Szintén nem sorolható az első három csoportba a citokróm-c-oxidáz, melyben kétféle réz van: a CuA a mitokondrium membránján kívül helyezkedik el, míg a CuB egy vasatommal csatolva a membránon belül található.

## Felhasználása
- elektromosipar
- egyéb ipari felhasználás: motortekercselés
- ötvözőanyag (például sárgaréz, bronz)
- növényvédőszerekben (CuSO4 – rézgálic)

### Homeopátiás szerként
A réz gyakori összetevője bizonyos homeopátiás szereknek, melyeket görcsök, például epilepszia vagy szülés utáni méhösszehúzódási fájdalmak esetén alkalmaznak.
Dr. Tinus Smits az autizmus homeopátiás terápiájában egyik fő szerként alkalmazza.
Mely metódus nem alátámasztott, tudományosan nem igazolt, ellenben mint placebo hatást elősegítendő szer, alkalmazható.

## Képek

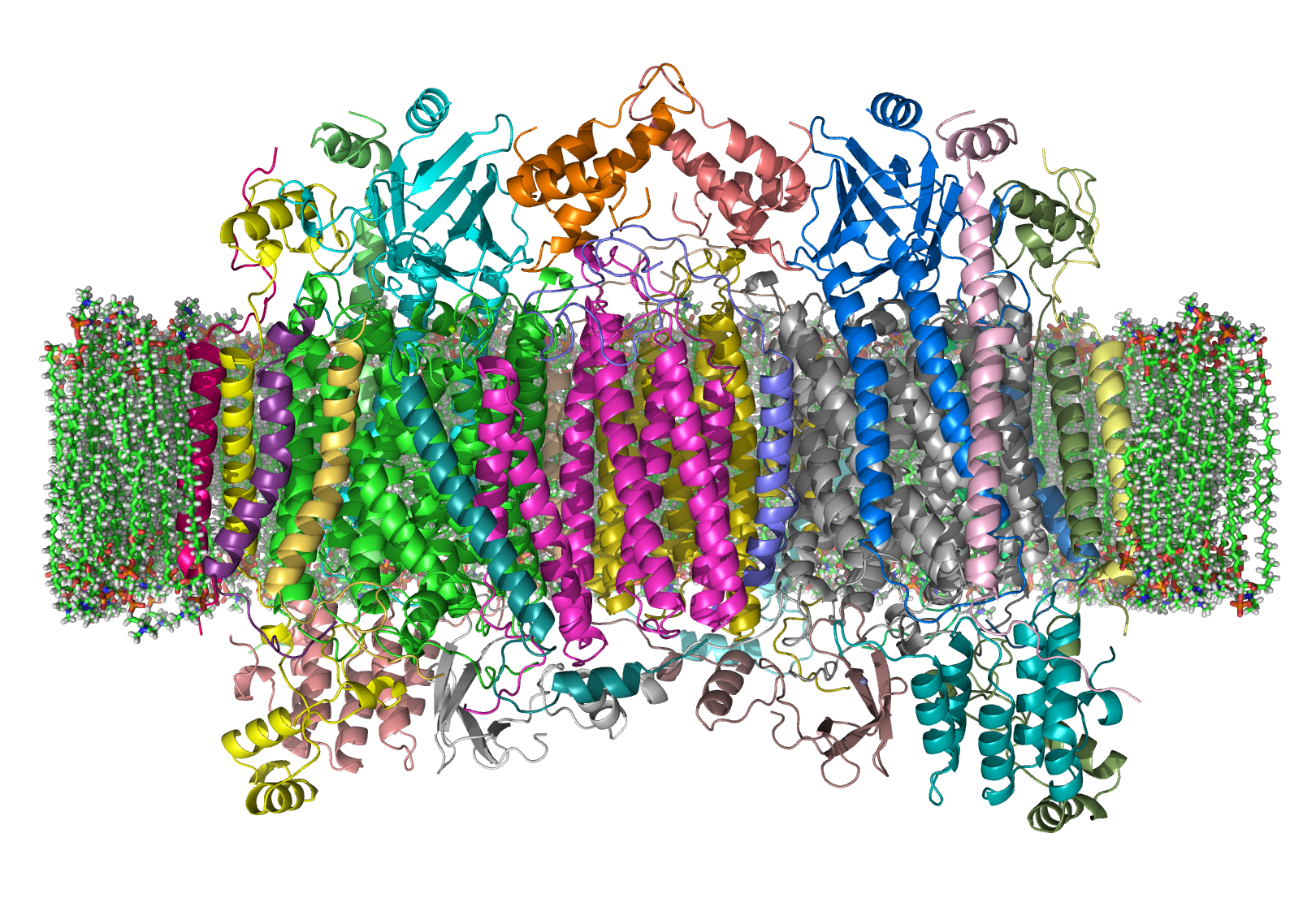
A citokróm-C-oxidáz felépítése
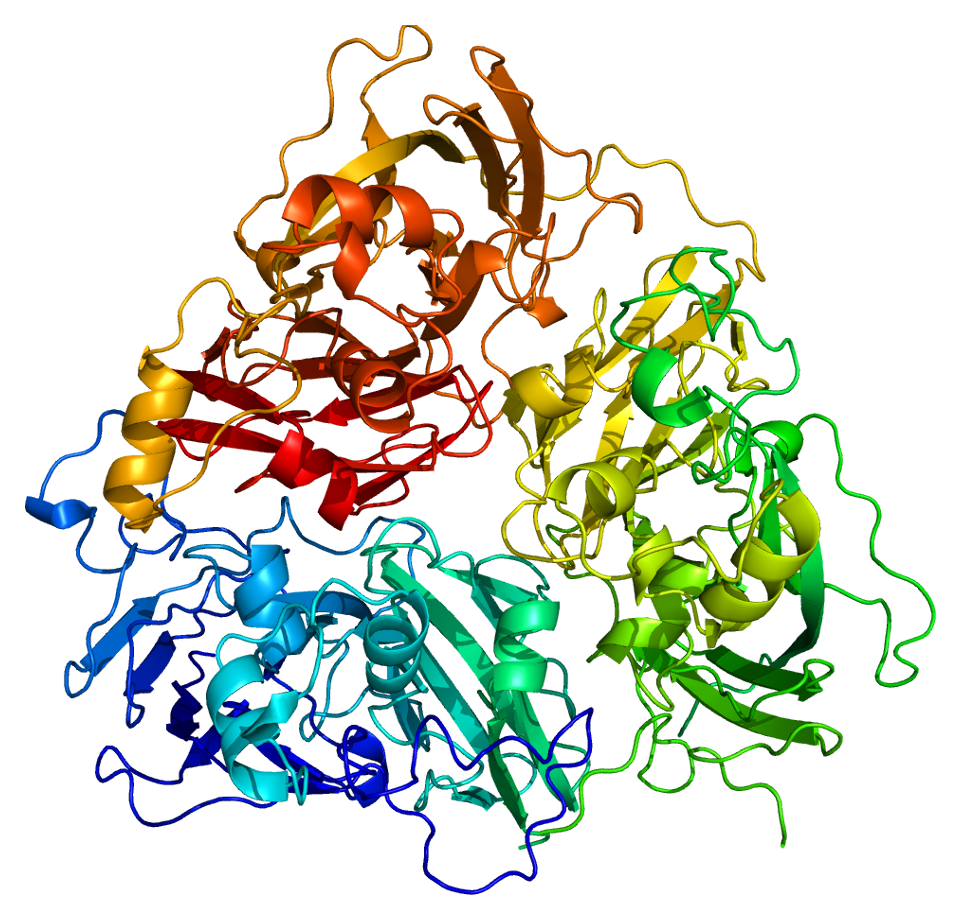
A ceruloplazmin felépítése